# آس (إله)
آس (بالإنجليزية: A'as)‏ في الأساطير الإفريقية هو إله الحكمة في ديانة هایتي. یری بعض الباحثين أنَّ اسمه مأخوذ من بلاد ما بين النهرين أو أنَّه نُحت على غرار إيا أو إنكي في الديانة السومرية.